# Rasmus Karjalainen
Pour les articles homonymes, voir Karjalainen (homonymie).
Rasmus Karjalainen, né le 4 avril 1996 à Oulu, est un footballeur finlandais  qui évolue au poste d'avant-centre au Helsingborgs IF.

## Biographie

### En club
Ayant fréquenté plusieurs clubs finlandais amateurs et professionnels, il explose réellement au plus haut niveau national avec le Kuopion Palloseura. 
Avec ce club, il inscrit 17 buts lors de la saison 2018. Il est notamment l'auteur d'un triplé lors de la réception de l'Inter Turku, le 7 mai 2018 (victoire 5-1). Il remporte par la suite le championnat finlandais en 2019. 
C'est dans le sillage de ces bonnes performances et de son entrée définitive dans le monde professionnel, qu'il est transféré dans le club de Sittard en Eredivisie.

### En sélection
Avec les espoirs finlandais, il participe aux éliminatoires de l'Euro espoirs 2019.
Karjalainen reçoit sa première sélection en équipe de Finlande le 5 juin 2018, lors d'un match amical contre la Roumanie. Il entre en jeu sur le terrain au cours de la seconde mi-temps, en remplacement de son coéquipier Berat Sadik (défaite 2-0). Quatre jours plus tard, lors de sa deuxième sélection contre la Biélorussie, il se voit propulsé titulaire. Il se met alors de suite en évidence, en délivrant une passe décisive en faveur de son coéquipier Jere Uronen, en début de match (victoire 2-0). Par la suite, le 11 janvier 2019, il inscrit son premier but en équipe nationale, lors d'une rencontre amicale face à l'Estonie (défaite 1-2).
Il joue ensuite lors de la qualification historique pour l'Euro 2020, première compétition majeure de l'histoire du pays.

## Palmarès
| Kuopion Palloseura - Veikkausliiga - Champion : 2019 |